# 김명환 (1913년)
김명환(金命煥, 1913년~1989년)은 판소리 고수로, 전남 곡성 출생이다. 아호는 일산(一山)이며, 20세기 후반에 판소리의 북 장단을 가장 오래 공부한 고수에 속한다. 전라남도 옥과에서 명창 장판개에게 판소리와 북을 사사했고, 20세 때부터 박판서·김정문·김봉학에게 전문적으로 북을 배웠다. 김명환은 고법뿐만 아니라 판소리 이론에도 남다른 조예가 있었는데, 임방울·이동백·송만갑·정응민과 같은 당대 최고의 판소리 명창들에게 소리를 배우기도 했다. 1978년에 중요무형문화재 제59호 판소리 고법 예능보유자로 인정받았다. 김명환은 “고생을 하는 일이 있어야 예술이 나오지 생활이 풍부한 사람한테서는 안 나온다”라는 고통을 통한 참예술론을 폈으며, 평생을 이 예술론으로 일관했다.